# Natriumpertechnetat
Natriumpertechnetat, NaTcO4 ist eine chemische Verbindung des Natriums aus der Gruppe der Pertechnetate.

## Gewinnung und Darstellung
Die Neutralisation von Pertechnetiumsäure mit Natriumhydroxid lässt Natriumpertechnetat entstehen.
{\displaystyle {\ce {NaOH + HTcO4 -> NaTcO4 + H2O}}}

## Eigenschaften
Das Salz ist tetragonal aufgebaut. Der Tc–O-Abstand beträgt 173,7 pm und der Na–O-Abstand liegt zwischen 253,3 und 276,25 pm. Der Winkel der O–Tc–O-Bindung ist zwischen 108,03 und 112,4°. Die Kristallstruktur von Natriumpertechnetat ist mit der Raumgruppe I41/a (Raumgruppen-Nr. 88) mit den Gitterparametern a = 534,2 pm und c = 1187,4 pm bei 25 °C angegeben. Bei −173 °C liegen die Gitterparameter bei a = 529,45 pm und c = 1174,70 pm.